# 三遊亭圓朝
初代三遊亭圓朝（日语：／ Sanyūtei Enchō，1839年4月1日—1900年8月11日），原名出淵次郎吉，是一名日本江戶時代末期至明治時代早期作家和落語家。他是三遊派的創始人和首領，被認為是落語復興的先驅。
他的著名演目包括《鹽原多助一代記》、《牡丹燈籠》、《真景累淵》、《怪談乳房榎》和《死神》。

## 職業生涯

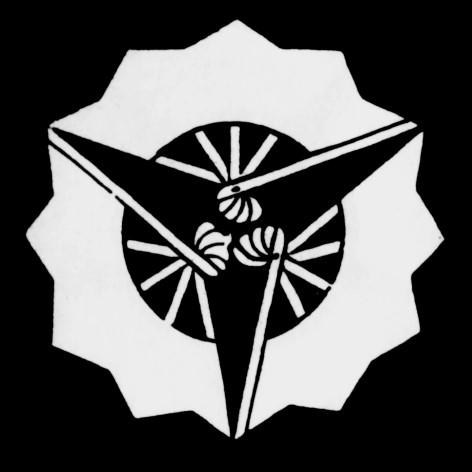
三遊亭圓朝定紋「高崎扇」

作為一名落語家，三遊亭圓朝不同於前輩們以喜劇為主的講落語風格，而是採用了更加嚴肅的方式，他的流派在方法論上更接近於講談。 除此之外，他的流派還致力於使用微妙的背景樂器和改變舞檯燈光來配合他的怪談故事，這一趨勢在今天已成為標準。
三遊亭圓朝的一些同行有時會故意破壞他的表演，在他表演落語之前表演自己的版本，以削弱他可能產生的影響。三遊亭圓生就是這樣一個對手。儘管如此，他還是覺得自己講落語的方式是別人無法複製的，他身上有很多自己獨有的特質。此外，他也努力創作出許多前無古人的新作品。

## 外部連結
- 三遊亭圓朝 （页面存档备份，存于）在青空文庫的作品文本
- 三遊亭圓朝在互联网电影资料库（IMDb）上的資料（英文）